# Aleksandr Borodiuk
Aleksandr Gienrichowicz Borodiuk (ros. Александр Генрихович Бородюк, ur. 30 listopada 1962 w Woroneżu) – rosyjski piłkarz występujący na pozycji napastnika lub pomocnika, i trener piłkarski. Był zawodnikiem m.in. Dinama Moskwa, z którym zdobył Puchar ZSRR oraz dwukrotnie koronę króla strzelców Wyższej Ligi, Lokomotiwu Moskwa oraz klubów niemieckich – Schalke 04 Gelsenkirchen, SC Freiburg i Hannoveru 96. Dwa razy brał udział w finałach mistrzostw świata – w 1990 (w barwach ZSRR) i w 1994 (w barwach Rosji). Jest złotym medalistą Igrzysk Olimpijskich 1988. Po zakończeniu kariery piłkarskiej rozpoczął pracę szkoleniową. Był asystentem trzech kolejnych selekcjonerów reprezentacji Rosji, a od października 2005 do czerwca 2006 sam – tymczasowo – pełnił obowiązki trenera kadry. Po Mundialu 2006 zgodnie z wcześniejszą umową został zastąpiony przez Holendra Guusa Hiddinka, któremu obecnie pomaga jako asystent. Od listopada 2005 do lutego 2007 był selekcjonerem reprezentacji młodzieżowej.

## Kariera piłkarska
Jest wychowankiem Fakiełu Woroneż, z którego w 1980 przeniósł się do Dinama Wołogda. Przez osiem lat grał w barwach Dinama Moskwa, z którym zdobył Puchar Związku Radzieckiego 1984 i dwukrotnie – w 1986 i 1988 – koronę króla strzelców ligi.
Od 1989 przez siedem lat był zawodnikiem klubów niemieckich. W barwach Schalke 04 Gelsenkirchen w ciągu czterech sezonów rozegrał 133 mecze i strzelił 44 gole. W 1991 wywalczył z tym klubem awans do 1. Bundesligi. Później grał w SC Freiburg, z którym w 1995 zajął trzecie miejsce w Bundeslidze, i Hannoverze 96.
W wieku 34 lat powrócił do Rosji, do Lokomotiwu Moskwa na specjalne życzenie trenera tego klubu Jurija Siomina. Wkrótce potem zdobył z nim Puchar Rosji oraz dwukrotnie dotarł do półfinału Pucharu Zdobywców Pucharów.
Piłkarską karierę zakończył w 2000 w wieku 39 lat.
- do 1979 –  Fakieł Woroneż
- 1980-81 –  Dinamo Wołogda
- 1982-89 –  Dinamo Moskwa
- 1989-93 –  Schalke 04 Gelsenkirchen
- 1994-95 –  SC Freiburg
- 1995-96 –  Hannover 96
- 1997-99 –  Lokomotiw Moskwa
- 1999-99 –  Torpedo-ZIŁ Moskwa
- 2000-00 –  Krylja Sowietow Samara

## Sukcesy piłkarskie
- Puchar ZSRR 1984 z Dinamem Moskwa
- Puchar Rosji 1997 oraz półfinał Pucharu Zdobywców Pucharów 1998 i 1999 z Lokomotiwem Moskwa
- król strzelców Wyższej Ligi ZSRR 1986 i 1988
- złoty medal Igrzysk Olimpijskich 1988

W reprezentacji ZSRR od 1989 do 1991 rozegrał 7 meczów i zdobył 1 gola – start w Mundialu 1990 (runda grupowa).
W reprezentacji Rosji od 1992 do 1994 rozegrał 8 meczów i zdobył 4 gole – start w Mundialu 1994 (runda grupowa).

## Kariera szkoleniowa
Przez dwa lata pracował w sztabie szkoleniowym Krylii Sowietow Samara. W 2002 został zatrudniony przez Rosyjską Federację Piłkarską.
Był asystentem trzech kolejnych selekcjonerów reprezentacji Rosji – Walerija Gazzajewa (2002–2003), Gieorgija Jarcewa (2003–2005) i Jurija Siomina (2005). Po rezygnacji tego ostatniego w październiku 2005 przejął obowiązki trenera kadry, choć od początku wiadomo było, że będzie pracował tymczasowo, bowiem szefowie związku poszukiwali bardziej doświadczonego szkoleniowca. Na początku 2006 ogłoszono, że po Mundialu 2006 selekcjonerem zostanie Guus Hiddink.
Zgodnie z umową po zakończeniu mistrzostw Borodiuk przekazał stery reprezentacji Holendrowi. Za jego krótkiej kadencji drużyna narodowa rozegrała dwa mecze, w których zanotowała remis (0:0 z Hiszpanią) i porażkę (0:1 z Brazylią).
Jednocześnie od listopada 2005 do lutego 2007 był selekcjonerem reprezentacji młodzieżowej. W 2007 powrócił do sztabu szkoleniowego reprezentacji seniorów obejmując stanowisko asystenta Guusa Hiddinka.
- 2001-02 –  Krylja Sowietow Samara, asystent Aleksandra Tarchanowa
- 2002-05 –  reprezentacja Rosji, asystent Walerija Gazzajewa, Gieorgija Jarcewa i Jurija Siomina
- 2005-06 –  reprezentacja Rosji, tymczasowo
- 2005-07 –  reprezentacja Rosji U-21
- od 2007 –  Reprezentacja Rosji w piłce nożnej mężczyzn, asystent Guusa Hiddinka

## Ciekawostki
- Jest strzelcem trzydziestotysięcznego gola w Bundeslidze.